# غسان حمدان
غَسّان حَمدان یک محقق، شاعر و مترجم عراقی است.
شاعر، نویسنده، روزنامه‌نگار، مترجم و پژوهشگر عراقی فارس‌زبان. او در سال ۱۹۷۳ در بغداد به دنیا آمد. در زمان حکومت صدام حسین از عراق اخراج شدند و وی تحصیلات متوسطه‌اش را در دبیرستان دهخدا کرج و تحصیلات دانشگاهی را تا اخذ مدرک کارشناسی ارشد جامعه‌شناسی در دانشگاه تهران گذراند. غسان حمدان فعالیت گسترده‌ای در حوزه‌های ترجمهٔ متون فارسی به عربی، تألیف و پژوهش در زمینهٔ تاریخ و فرهنگ ایران و کارهای رسانه‌ای داشته‌است. از جمله کارهای مطبوعاتی او به نشر مقالات متعددی در زمینه جامعه‌شناسی، تصوف، ادبیات و تاریخ در نشریات مختلف عرب‌زبان می‌توان اشاره کرد؛ از جمله: گفتگوی تمدنها از دید جامعه‌شناسی ایرانی، تاریخ جامعه‌شناسی در ایران، مشروعیت نظام دموکراسی، جهانی‌سازی از دید اقتصاد، آرای سهروردی در حکمت الاشراق، نور و فرشتگان از دید سهروردی، یادداشت‌هایی دربارهٔ دین زرتشتی، تصوف در سرزمین شام و ده‌ها مقاله دربارهٔ شعرا و نویسندگان ایرانی. حمدان در سال ۱۳۷۸ ایران را به قصد زندگی در سوریه ترک کرد و در آن‌جا نخست به عنوان ویراستار انتشارات المدی و بعدتر به عنوان پژوهشگر با رایزنی فرهنگی ایران در دمشق و به عنوان مترجم با صدا و سیمای جمهوری اسلامی ایران (شعبهٔ دمشق) به همکاری پرداخت. همچنین وی از سال ۲۰۰۹ تا ۲۰۱۲ در دانشکدهٔ زبان‌های خارجه و دانشکدهٔ ادبیات دانشگاه دمشق زبان و ادبیات فارسی را تدریس کرده‌است. حمدان از سال ۲۰۱۲ در بغداد زندگی و فعالیت می‌کند. وی در تألیف برخی از مدخل‌های دانشنامه ادب فارسی: ادب فارسی در جهان عرب با حسن انوشه همکاری کرده‌است.
کار وی به منظور داشتن ترجمه‌هایی از اشعار شاعران افسانه‌ای چون مولانا، فروغ فرخزاد، سهراب سپهری و احمد شاملو به زبان عربی مورد توجه قرار دارد.
پژوهش در زمینهٔ ایران‌شناسی (به فارسی)
شخصیتهای ایرانی یاد شده در کتاب تاریخ دمشق (ابن عساکر)؛ منابع ایران‌شناسی در سوریه در صدسال اخیر؛ ایران در فرهنگستان زبان عربی (دمشق)؛ ایران در کتابخانه ملی سوریه؛ خانواده‌های ایرانی‌الاصل در سوریه. (این آثار توسط رایزنی فرهنگی ایران در دمشق منتشر شده‌اند)
ترجمه ده‌ها کتاب از فارسی به عربی:
1. گزیده‌های شعر از فروغ فرخزاد، سوریه
2. گزیده‌های شعر از سهراب سپهری، سوریه
3. گزیده‌های شعر از احمد شاملو، سوریه
4. «شوهر آمریکایی» گزیده داستانهای جلال آل احمد، سوریه
5. رمان چشمهایش از بزرگ علوی، سوریه
6. روی ماه خداوند را ببوس، مصطفی مستور، مصر
7. استخوان خوک و دستهای جذامی، مصطفی مستور، مصر
8. روضه قاسم، امیرحسن چهلتن، مصر
9. همنوایی شبانه ارکستر چوبها، رضا قاسمی، مصر
10. البعثه الاسلامیه، صادق هدایت، لبنان
11. آثار داستانی کامل صادق هدایت، لبنان
12. نون والقلم، جلال آل احمد، مصر
13. ترانه‌های عمر خیام، صادق هدایت، لبنان
14. گاوخونی، جعفر مدرس صادقی، لبنان

۱۶) ترجمه مقدمه و حواشی بر رسایل فلسفی ملا صدرا (۴ جلد)، لبنان
1. همراه با باد، شعرهای عباس کیارستمی، لبنان
2. آبی، خاکستری، سیاه، گزیده شعرهای حمید مصدق، بلغارستان/ آلمان
3. سرگذشت کندوها، جلال آل احمد، لبنان
4. هشت کتاب، سهراب سپهری، لبنان
5. دریغا ملاعمر، آصف سلطان زاده، لبنان
6. آخرین انار دنیا، بختیار علی، کویت
7. ناشاد، محمدحسین محمدی، لبنان

۲۴) پیراهن سه شنبه: ۱۲ داستان کوتاه ایرانی، کویت
1. در عین حال، محمد قاسم‌زاده، کویت
2. مردی که خواب می‌فروخت، محمد قاسم‌زاده، کویت
3. داستان‌های عامیانه و اساطیر ایرانی، محمد قاسم‌زاده، کویت
4. دکتر نون زنش را از بیشتر از مصدق دوست دارد، شهرام رحیمیان، لبنان
5. افغانی، عارف فرمان، اردن
6. حصار و سگ‌های پدرم، شیرزاد حسن، عراق
7. خانه گربه‌ها، هیوا قادر، کویت
8. اشراق درخت گوجه سبز، شکوفه آذر، دمشق
9. زنی در استانبول، علی اصغر حقدار، عربستان
10. این سگ می‌خواهد رکسانا را بخورد، قاسم کشکولی، لبنان
11. مشارکت در ترجمه و ویرایش شعرهای بختیار علی

```
ترجمه‌های منتشر نشده: داستان‌های کوتاه صادق چوبک، داستان‌های کوتاه بزرگ علوی، رمان پرنده من از فریبا وفی، رمان سپیده دم ایرانی نوشته امیر حسن چهلتن، رمان مدیر مدرسه از جلال آل احمد…
```

ترجمه چند کتاب از عربی به فارسی:
1. اشکهای آبی، اشکهای زرد، گزیده اشعار محمد ماغوط، نشر مروارید
2. پزشکی قانونی بغداد، رمانی از برهان شاوی، نشر بوتیمار
3. عبد نگهبان معبد، رمانی از ادهم العبودی، نشر بوتیمار
4. تپش‌های شیدایی، نامه‌های عاشقانه غسان کنفانی به غاده السمان، نشر کتاب سده
5. سرای شابندر، رمانی از محمد حیاوی، نشر مهری
6. بورکینی، رمانی از مایا الحاج، نشر واژه، افغانستان
7. زندیق بغداد، آنچه که ابن راوندی روایت کرد، جعفر رجب، نشر تاک، افغانستان
8. اعجام، رمانی از سنان آنطون
9. زمستان خانواده، رمانی از علی بدر
10. هملت دیر بیدار می‌شود، نمایشنامه، ممدوح عدوان
11. سردیس، رمانی از حسن فرطوسی
12. سماهانی، رمانی از عبدالعزیز برکه ساکن